# Setodes argentatus
Setodes argentatus är en nattsländeart som beskrevs av Matsumura 1906. Setodes argentatus ingår i släktet Setodes och familjen långhornssländor. Inga underarter finns listade i Catalogue of Life.